# San Pasquale (Bari)
San Pasquale è un quartiere di Bari, appartenente dal 2014 al II municipio (ex VI circoscrizione).

## Geografia fisica
Il quartiere si trova nelle immediate vicinanze del centro cittadino a meno di 1 km di distanza dallo stesso e confina:
- a nord con il quartiere Murat, a cui è congiunto attraverso il sottovia Luigi di Savoia;
- a nord-est con il quartiere Madonnella, dal quale è separato dalla tratta di binari delle Ferrovie dello Stato; fino al 2013 il confine era segnato dal passaggio a livello di via Emanuele Mola[1], sostituito nel 2015 da un sottopassaggio pedonale)[2];
- a est con il quartiere Japigia, dal quale è separato dalla linea ferroviaria delle Ferrovie del Sud Est e con cui è congiunto esclusivamente attraverso il cavalcavia Padre Pio (che unisce via Amendola/Omodeo con via Caldarola/Magna Grecia) ed il passaggio a livello di Bari Sud Est;
- a sud con il quartiere Mungivacca;
- a ovest con il quartiere Carrassi.

## Storia e peculiarità
La cinta daziaria della città di Bari era posta in corrispondenza del fascio dei binari ferroviari. Per questo motivo l'attuale via Giuseppe Capruzzi, che costeggia i binari dal lato sud, è tuttora chiamata dai baresi l'estramurale Capruzzi. Questa era luogo di ritrovo di commercianti, soprattutto di generi agro-alimentari, che raggiungevano la città dalla via di Capurso (attuale via Amendola) e dalla via di Valenzano (attuale via Fanelli e via Re David). In questa zona sorsero, e fino a pochi anni fa esistevano ancora, numerosi depositi di generi alimentari all'ingrosso, favoriti dalla vicinanza col centro della città e dall'esenzione dal pagamento del dazio.
Alcuni gruppi di case sparse diedero origine all'attuale quartiere San Pasquale già negli anni successivi alla prima guerra mondiale. La prima deliberazione municipale che, il 23 gennaio 1927, ripartì Bari "nuova" in quartieri, lo incorporò nel quartiere "orientale", con un territorio delimitato dalla via Re David ad ovest, dalla campagna a sud e dalla ferrovia a nord.
La denominazione, attribuita dall'uso corrente e riconosciuta ufficialmente, derivava dalla piccola chiesa di San Pasquale Baylon, tuttora esistente a fianco del più recente tempio parrocchiale (abbellito nel 2005, in occasione della celebrazione a Bari del XXIV Congresso eucaristico nazionale, con un mosaico absidale, realizzato dal gesuita sloveno Marko Ivan Rupnik, teologo e artista di fama internazionale). Inoltre nel 1901 era stata costruita una cappelletta rurale intitolata a San Pasquale, tuttora in piedi ad angolo con la stradella intitolata con lo stesso toponimo, che si diparte da via Fanelli per raggiungere via Alberotanza.
Durante il periodo compreso tra le due guerre mondiali, ma soprattutto nel secondo dopoguerra, il rione subì un considerevole incremento edilizio e demografico. Nel procedere pertanto alla revisione dei quartieri cittadini, in preparazione del nono censimento generale della popolazione, il consiglio comunale, con deliberazione del 14 maggio 1951, determinò con più precisione i confini di San Pasquale, fissandoli nella via Salerno (oggi Amendola) ad est, nella via Capruzzi a nord, nella via Re David ad ovest, nella strada privata Petrera a sud.
L'alternarsi caotico di nuovi palazzi e modeste costruzioni di parecchi decenni fa, in un contesto assai carente di attrezzature sociali e con aree di circolazione assolutamente inadeguate all'intenso traffico che vi si svolge, costituisce la nota dominante del quartiere, in cui fa spicco lo stridente contrasto delle attrezzature universitarie del Politecnico e delle facoltà scientifiche dell'Università, inglobate nel comprensorio detto "Campus".
Scarse sono le notizie di carattere storico e archeologico riguardanti la zona. Si sa solo del ritrovamento di tombe del IV-III secolo a.C., avvenuto nel 1931 in via Nizza angolo via Trento e nel 1960 in via Amendola, dove qualche altra scoperta di minore rilievo era stata fatta in precedenza presso lo stabilimento De Blasio. Negli anni ottanta, gli scavi per la realizzazione di un parcheggio al largo Omodeo furono interrotti per il ritrovamento dei resti di una chiesa rupestre ipogea.
Secondo la testimonianza di Emmanuele Mola, pare che i baresi più facoltosi nella seconda metà del Settecento possedessero ville e giardini in un luogo molto salubre, detto "Monte", probabilmente coincidente con l'attuale via Celso Ulpiani.
Interessanti sono i reperti di archeologia industriale, fra i quali spicca l'opificio Scoppio, attuale sede dell'Istituto tecnico industriale "Modesto Panetti". Sull'area che dal 19 luglio 1924 ospitava lo stabilimento della Birra Peroni, spostato il 15 maggio 1965 sulla via di Bitritto, sono state recentemente riedificate abitazioni. È invece tuttora attivo nel quartiere lo stabilimento per la torrefazione del caffè crudo, fondato da Leonardo Lorusso, della Saicaf S.p.A..

## Servizi ed uffici pubblici
Forze dell'ordine:
- Compartimento di Bari della Polizia postale e delle telecomunicazioni in via Giovanni Amendola
- Commissariato "Bari nuova Carrassi" della Polizia di Stato in via Pietro Leonida Laforgia
- Comando Carabinieri per la tutela della salute (NAS) in via Giovanni Amendola

Scuole statali:
- Scuola Elementare "Edmondo De Amicis" in via Giuseppe Re David
- Scuola Elementare "Re David" in via Adolfo Omodeo
- Scuola Media "Giovanni Laterza" in via Giuseppe Zanardelli
- Scuola Media "Michelangelo" in viale Luigi Einaudi
- Convitto nazionale "Domenico Cirillo" in via Domenico Cirillo
- Istituto Tecnico Industriale "Modesto Panetti" in via Giuseppe Re David
- Istituto Tecnico Commerciale "Domenico Romanazzi" in via Celso Ulpiani
- Istituto Tecnico Commerciale "Giulio Cesare" in viale Luigi Einaudi

Chiese cattoliche parrocchiali:
- Parrocchia San Pasquale in via Carlo Pisacane
- Parrocchia Sant'Andrea in via Leonida Bissolati
- Parrocchia San Marcello in via Giuseppe Re David

Enti Pubblici:
- Uffici Finanziari in via Giovanni Amendola
- Direzione Provinciale del Tesoro in via Leonida Bissolati
- Ufficio Scolastico Regionale in Via Sigismondo Castromediano
- Ufficio Scolastico Provinciale in via Giuseppe Re David
- Automobile Club d'Italia e Pubblico Registro Automobilistico in via Giovanni Amendola

Uffici Postali:
- Bari 6 in via Gaetano Postiglione
- Bari Sud in viale Luigi Einaudi
- Bari Ufficio Postale Mobile in via Giovanni Amendola

## Mezzi pubblici
È possibile raggiungere il quartiere San Pasquale con i seguenti mezzi pubblici:
- Linee di autobus dell'AMTAB: 9, 10, 21, 22, 35, CPJ;
- Treni della Ferrovie del Sud Est, ferrovia Bari-Taranto, stazione di Bari Sud Est;
- Tangenziale di Bari SS 16, uscite 13 e 13B.